# Búrové
Búrové (afrikánsky a nizozemsky boer, česky sedlák) byli protoafrikánsky mluvící osadníci obývající východní hranici Kapska v jižní Africe v průběhu 18. a velké části 19. století. Od roku 1652 do roku 1795 tuto oblast kontrolovala nizozemská východoindická společnost, ale Spojené království ji v roce 1806 začlenilo do Britského impéria.
Šlo o potomky především nizozemských, vlámských a fríských kalvinistů, německých luteránů a francouzských hugenotů, kteří se usídlili v Jižní Africe v 17. a 18. století. V menším množství mají kořeny i skandinávské, polské, portugalské, italské, španělské, skotské, anglické, irské a velšské. 
Termín Búrové se také vztahoval na ty kdo opustili Kapsko během 19. století, aby se usadili v Oranžském svobodném státě, Transvaalu (búrské republiky) a v menší míře i Natalu. Emigrovali z Kapska, aby žili mimo dosah britské koloniální správy, přičemž jejich důvody pro to byly především nový anglosaský právní systém zavedený v Kapsku a britské zrušení otroctví v roce 1833.
Za druhé búrské války je Britové drželi v koncentračních táborech, aby tak búrské partyzány připravili o jejich zázemí. Potomky historických Búrů jsou Afrikánci, jejichž pojmenování vzniklo od jejich jazyka - afrikánštiny. Jde o nejpočetnější skupinu Bílých Jihoafričanů.

## Búrští vojáci

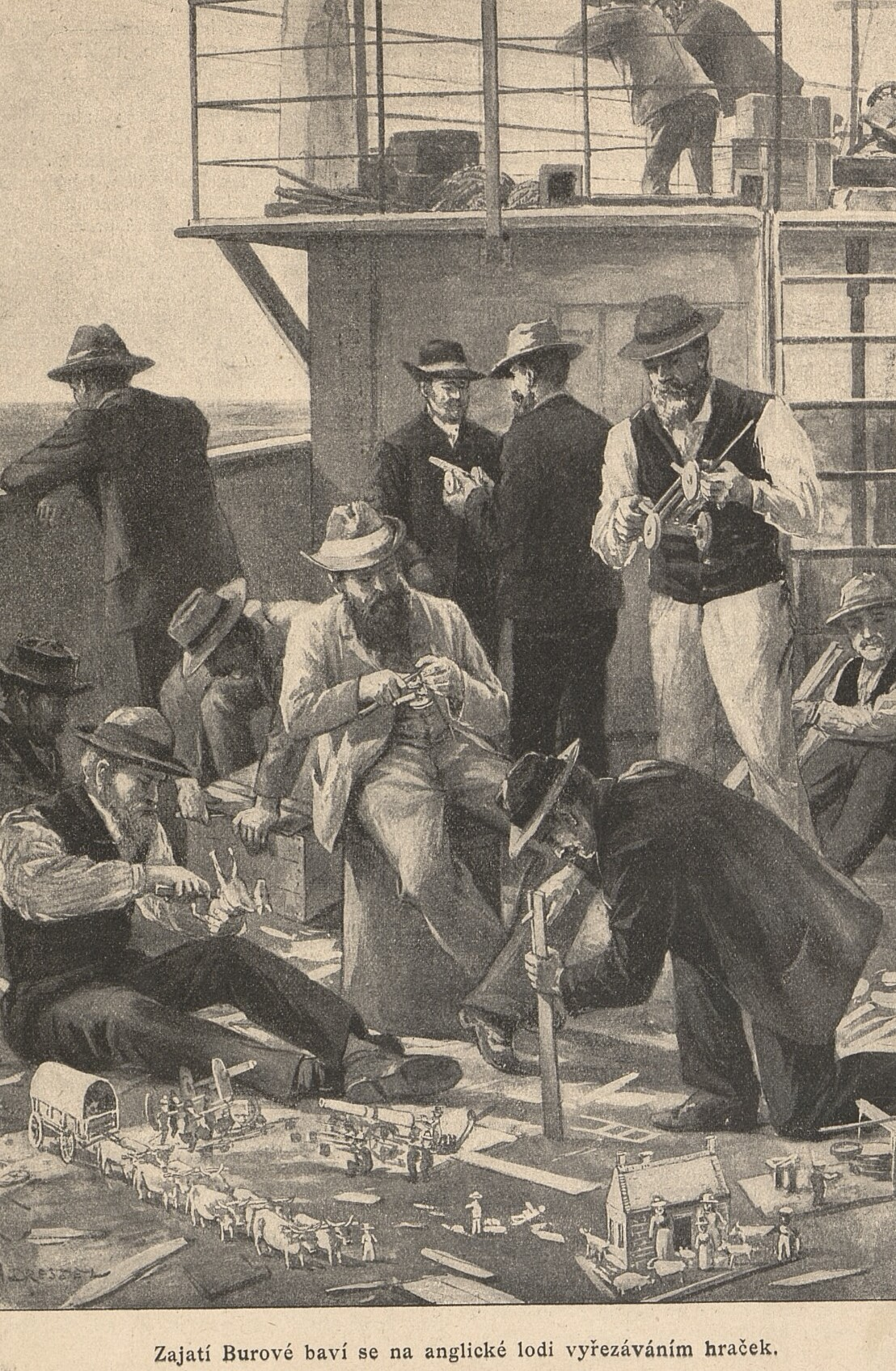
Zajatí Búrové na anglické lodi, 1902

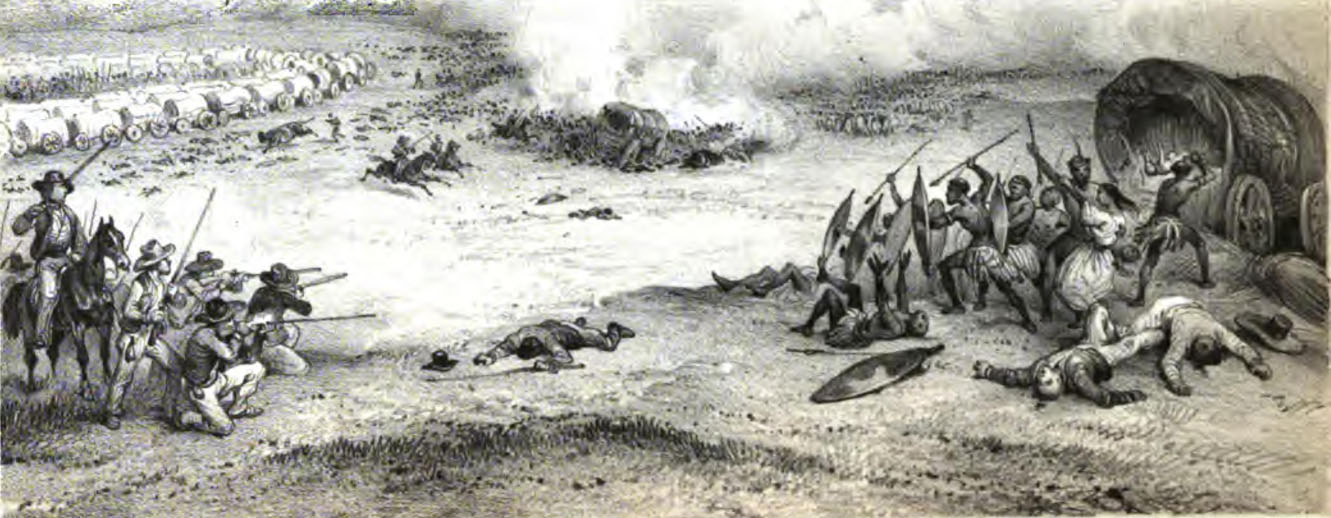
Bitva mezi búrskými voortrekkery a zulskými válečníky

Búrové byli organizováni do „úderných oddílů-komand“ pojmenovaných podle jejich domovského města nebo okrsku. Nepoužívali uniformy, ale běžný civilní oděv, a to i během fáze konvenčních bojů druhé búrské války. Byli vyzbrojeni puškou německé výroby Mauser M1895 a svoji munici nosili po kapsách. V rukou Búrů, kteří byli vynikajícími střelci, byla puška Mauser se zásobníkem a přímotažným závěrem smrtící zbraní. Búrové bojovali jako jízdní pěchota. Na bojiště přijížděli na koních, poté sesedli a bojovali jako pěšáci. K ochraně svých pozic dokonale využívali opevnění a ostnatý drát. Po porážce jejich hlavních armád se Búrové uchýlili k partyzánskému způsobu boje. Vzhledem k jejich individuální iniciativě, zručnosti při zacházení se zbraněmi a pohyblivosti představovali obávané protivníky.